# Tuarabu Village
Tuarabu Village är en ort i Kiribati.   Den ligger i örådet Abaiang och ögruppen Gilbertöarna, i den norra delen av landet, 50 km norr om huvudstaden Tarawa. Tuarabu Village ligger 13 meter över havet och antalet invånare är 484.
Terrängen runt Tuarabu Village är mycket platt.  Tuarabu Village är det största samhället i trakten. 